# Гельмут Кремерс
Гельмут Кремерс (нім. Helmut Kremers, нар. 24 березня 1949, Менхенгладбах) — німецький футболіст, що грав на позиції захисника.
Брат-близнюк німецького футболіста Ервіна Кремерса. Разом з братом грав за «Боруссія» (Менхенгладбах), «Кікерс» (Оффенбах) і «Шальке 04», а також національну збірну ФРН. У складі збірної — чемпіон світу.

## Клубна кар'єра
Народився 24 березня 1949 року в місті Менхенгладбах. Вихованець футбольної школи клубу «Боруссія» (Менхенгладбах). У 1967 році Геннес Вайсвайлер включив молодого гравця до заявки першої команди і 13 січня 1968 року він дебютував в Бундеслізі в зустрічі зі «Штуттграртом» (3:1). Тим не менше Гельмут був резервним гравцем, посівши з командою третє місце, після чого повторив це в сезоні 1968/69. Загалом за два сезони він взяв участь у 14 матчах чемпіонату.
Влітку 1969 року Кремерс покинув Менхенгладбах і перейшов в «Кікерс» (Оффенбах). В першому сезоні він забив 6 голів в 31 матчі і допоміг команді виграти Другу Бундеслігу та вийти в елітний дивізіон. Крім того Кремерс у серпні 1970 року допоміг здобути найбільший успіх у історії «Кікерса» — клуб виграв кубок ФРН, обігравши в фіналі «Кельн» (2:1). У наступному сезоні Гельмут зіграв 33 матчі у Бундеслізі, забивши 4 голів, але не врятував команду від вильоту.
У 1971 році Кремерс разом з братом Ервіном перейшов до «Шальке 04». Ервін дебютував за клуб 14 серпня 1971 року у матчі проти клубу «Ганновер 96». У 1972 році з «Шальке» Кремерс виграв свій другий Кубок ФРН (5:0 у фіналі проти «Кайзерслаутерна») і став віце-чемпіоном країни. У 1977 році він став ще раз віце-чемпіоном Бундесліги. В цілому за «Шальке» він зіграв 212 матчів і забив 50 голів у Бундеслізі.
На відміну від свого брата-близнюка, який 1979 року через травми закінчив кар'єру, Гельмут продовжив грати, підписавши 1980 року контракт з «Рот-Вайс» (Ессен), за який провів один сезон у Другій Бундеслізі, у північній групі
Після цього Кремерс виступав за канадський клуб «Калгарі Бумерс» у Північноамериканській футбольній лізі. В 1981 році він завершив кар'єру футболіста, після чого заявився в Major Indoor Soccer League в команду «Мемфіс Амеріканс». У сезоні 1982/83 Хельмут став граючим тренером клубу «Куппенгайм», який виступав у німецькій Оберлізі, третьому за рівнем дивізіоні країни, де і закінчив ігрову кар'єру.

## Виступи за збірну
10 жовтня 1973 року дебютував в офіційних іграх у складі національної збірної Німеччини у товариському матчі проти Австрії (4:0).
Наступного року поїхав на домашній чемпіонат світу 1974 року, куди потрапив замість брата, який був виключений зі збірної за дисциплінарним рішенням. У складі збірної він став чемпіоном світу, проте по ходу турніру не поле не вийшов ані разу.
Всього протягом кар'єри у національній команді, яка тривала усього 3 роки, провів у формі головної команди країни 8 матчів. При цьому тричі Гельмут за збірну виходив разом зі своїм братом-близнюком: 1973 року в Ганновері проти Австрії (4:0) і в Гельзенкірхені проти Франції, та в 1974 році проти Угорщини (5:0) в Дортмунді.

## Після кар'єри
У квітні 1989 року Кремерс провів чотири дні на посаді виконуючого обов'язки головного тренера «Шальке 04». Він тричі з 1989 по 1993 рік обіймав посаду генерального менеджера. З 12 вересня по 6 грудня 1994 року Гельмут був президентом «Шальке».
У грудні 2011 року Кремерс був кандидатом на посаду президента «Дуйсбурга», але не був обраний.

## Титули і досягнення
- Володар Кубка ФРН (2):

«Кікерс» (Оффенбах): 1970: «Шальке 04»: 1971/72
Збірні
- Чемпіон Європи: 1972
- Чемпіон світу: 1974

## Особисте життя
Має брата-близнюка Ервіна, разом з яким став першими близнятами, що грали у Бундеслізі.